# Sebastes ventricosus
Sebastes ventricosus is een straalvinnige vissensoort uit de familie van schorpioenvissen (Sebastidae). De wetenschappelijke naam van de soort is voor het eerst geldig gepubliceerd in 1843 door Temminck & Schlegel.